# Повалуша
Повалу́ша (гридня, повалыша (стар.)) — в традиционной русской деревянной архитектуре башня в комплексе жилых хором, в которой находилось помещение для пиров и приема гостей.
Повалуша, как правило, представляла собой башнеобразный большой и высокий сруб, обычно на подклете, всегда ставилась особняком от жилых хором (горницы) и соединялась с ними сенями — крытым переходом.
В русском крестьянском быту повалушей (также повалухой) называли горницу, неотапливаемую спальню, а также холодную кладовую; название сохранялось по крайней мере до конца XIX века. Согласно ЭСБЕ, «повалуша» также упоминалась в летописях и в песнях, когда речь шла о женщинах.